# Nate Bellegarde
Nate Bellegarde é um desenhista de histórias em quadrinhos americanas. Ao lado da colorista Jordie Bellaire, ilustra a série Nowhere Men, escrita por Eric Stephenson. Foi indicado, por seu trabalho na revista, ao Eisner Award de "Melhor Desenhista" em 2014, e Nowhere Men foi ainda indicada no mesmo ano à categoria de "Melhor Série".